# Messac (Charente-Maritime)
Messac é uma comuna francesa na região administrativa da Nova Aquitânia, no departamento de Charente-Maritime. Estende-se por uma área de 7,24 km². Em 2010 a comuna tinha 110 habitantes (densidade: 15,2 hab./km²).